# Жена Интаферна
«Жена Интаферна» (нем. Das Weib des Intaphernes) — произведение немецкого композитора Франца Шрекера для чтеца и симфонического оркестра. Начато летом 1932 года, окончено в январе 1933 года.
Сочинение написано на текст баллады поэта Эдуарда Штукена, излагающей эпизод из «Истории» Геродота: персидский царь Дарий I повелел казнить Интаферна, одного из заговорщиков, помогавших ему прийти к власти, со всеми родственниками мужского пола, заподозрив его в новой измене, однако жена Интаферна умоляла его о пощаде; тогда Дарий предложил ей помиловать одного из приговорённых по её выбору, и жена Интаферна выбрала не мужа или сына, а брата, объяснив это тем, что она может вновь выйти замуж и родить сына, но не в силах обзавестись новым братом.
Шрекер написал «Жену Интаферна» в расчёте на актрису Тони Хальбе-Хальберштамм, дочь писателя Макса Хальбе. Премьеру произведения композитор предполагал включить в своё выступление как дирижёра с Новым Венским концертным оркестром, однако скончался ранее, чем это выступление должно было состояться. Запланированный концерт был проведён 27 марта 1935 года как концерт памяти Шрекера, и «Жена Интаферна» была исполнена Хальбе-Хальберштамм и Новым Венским концертным оркестром под управлением Фердинанда Гроссмана.
Запись «Жены Интаферна» осуществлена Симфоническим оркестром Кёльнского радио под управлением Петера Гюльке, партию чтеца исполнил Герт Вестфаль. Автограф композиции находится в фонде Шрекера в Австрийской национальной библиотеке.